# Голубянка эврипил
Голубянка эврипил (лат. Kretania eurypilus) — дневная бабочка из семейства голубянок.

## Этимология названия
Эврипил (греческая мифология) — царь Ормениона в Фессалии, один из храбрейших участников Троянской войны.

## Описание

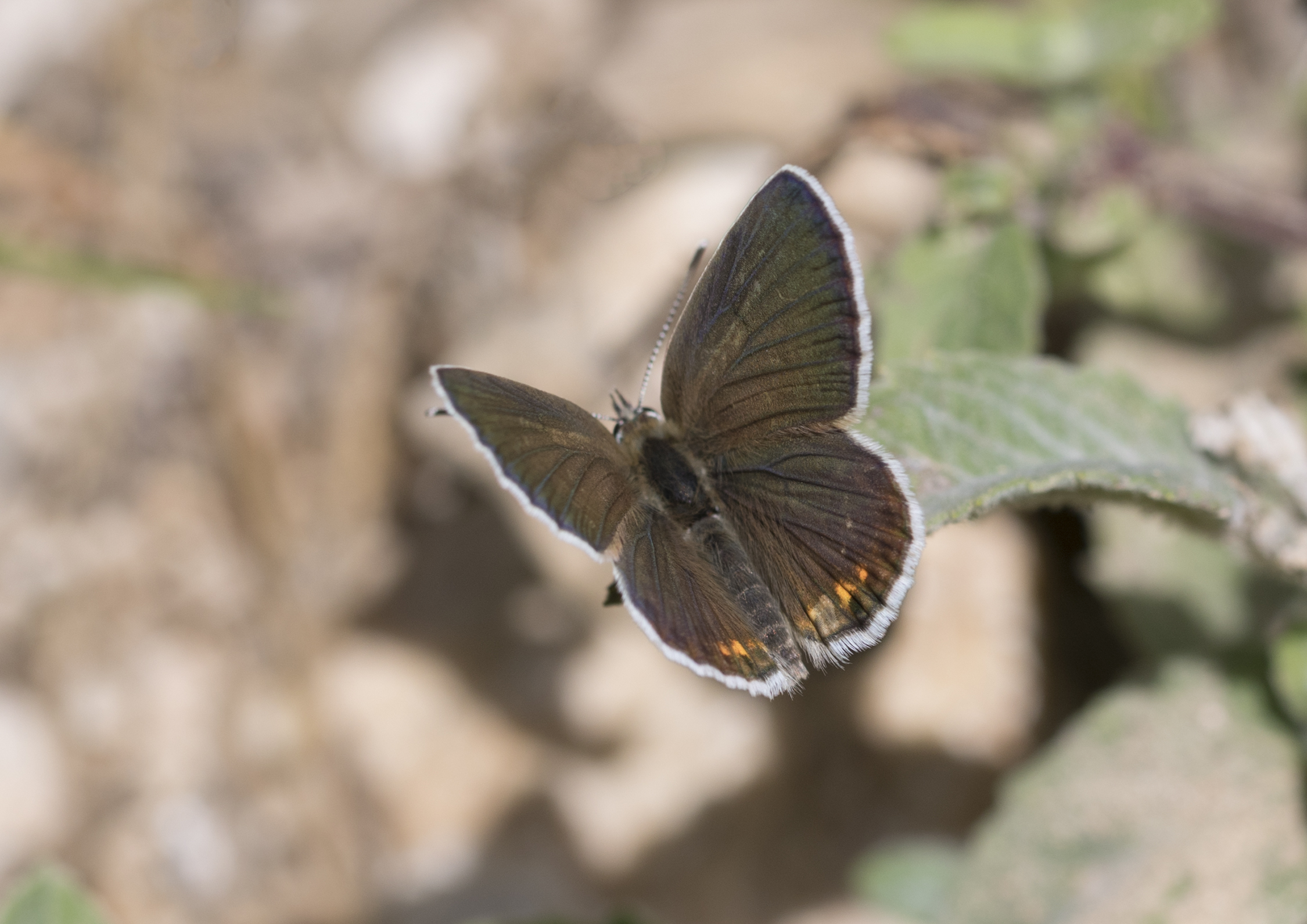

Длина переднего крыла 11—14 мм. Размах крыльев 24—27 мм. Крылья самца на верхней стороне в отличие от всех других видов рода окрашены не в голубой цвет, а в коричневый. Верхняя сторона крыльев темно-буровато-серая, со слабым блеском. Кайма крыльев черноватая. Задние крылья с черноватыми пятнами, отделенными от краевой каймы белыми полосками. Бахромка двухцветная — серая и серовато-белая. Фоновая окраска нижней стороны крыльев светло-серая. Чёрные пятна окаймлены тонкими белыми кольцами. Лунки прикраевого ряда некрупные, бледно-оранжевого цвета. Половой диморфизм выражен слабо. У самок рисунок на нижней стороны крыльев чётче и крупнее, а оранжевые серповидные пятна сверху и снизу более яркие и широкие.

## Ареал
Северо-Западный Кавказ, Армения, Грузия, Азербайджан, Малая Азия. Бабочки населяют горные склоны, покрытые трагакантовыми астрагалами на высоте до 1700 метров над уровнем моря, а также засушливые горные склоны южной или юго-восточной экспозиции.

## Биология
Развивается в одном поколении за год. Время лёта бабочек с середины мая до июня-середины июля. Летают низко над землей. Бабочки питаются нектаром травянистых растений Иногда наблюдается территориальное поведение самцов, которые защищают отдельные кусты колючих астрагалов. Самки откладывают яйца по-штучно на верхнюю сторону листьев молодых астрагалов. Самка может отложить около 40 яиц. Зимуют гусеницы первого возраста. Гусеницы питаются молодыми, ещё не раскрывшимися листьями, полностью выгрызая точку роста. Гусеницы — мирмекофилы — опекаются муравьями из рода Camponotus (Camponotus kiesenwetteri). Стадия куколки длится 2-3 недели.